# Günther Gorenzel
Günther Gorenzel-Simonitsch (* 10. Oktober 1971 in Graz) ist ein österreichischer Fußballtrainer und Funktionär. Er ist seit Anfang Februar 2019 Geschäftsführer Sport des TSV 1860 München, nachdem er bereits seit Jänner 2018 sportlicher Leiter gewesen war.

## Karriere
Günther Gorenzel studierte am Sportinstitut Wien und war beim Drittligisten FC St. Veit als Co-Trainer tätig, ehe er im Jahr 2000 Trainerassistent von Walter Schachner beim FC Kärnten wurde. Beim FC Kärnten war er bis 2002 tätig. In dieser Zeit stieg der Verein in die Bundesliga auf. Die nächsten Stationen waren der FK Austria Wien und der Grazer AK, jeweils in Zusammenarbeit mit Cheftrainer Schachner. Kurz nachdem Schachner einen Vertrag beim deutschen Zweitligisten TSV 1860 München unterschrieb, wurde Gorenzel dort Co-Trainer. Am 23. Februar 2007 betreute Gorenzel die Mannschaft für ein Spiel (1:3 gegen den FC Carl Zeiss Jena) hauptverantwortlich, da Schachner wegen einer Grippeerkrankung verhindert war. Nach der Entlassung Schachners im März 2007 blieb Gorenzel zunächst im Trainerstab und arbeitete mit Marco Kurz zusammen. Zur Saison 2008/09 wurde Gorenzel Fitnesstrainer bei den „Löwen“ und wurde Ende August 2008 entlassen.
Im Juli 2009 begann er eine Tätigkeit als Trainer und Sportlicher Leiter beim österreichischen FC KAC. Anschließend ging er nach Russland und betreute Rubin Kasan als Co-Trainer (Dezember 2009 bis April 2011).
Zur Saison 2011/12 wurde Gorenzel Assistenztrainer von Marco Kurz beim 1. FC Kaiserslautern. Nach anhaltendem sportlichen Misserfolg wurde Gorenzel gemeinsam mit Cheftrainer Kurz am 20. März 2012 von seinen Aufgaben entbunden.
Ab der Saison 2012/13 arbeitete er beim österreichischen Regionalligisten SK Austria Klagenfurt, wo er kurzzeitig auch Interimstrainer war.
Zum 1. Jänner 2013 übernahm Gorenzel an der Seite von Marco Kurz den Posten des Co-Trainers bei der TSG 1899 Hoffenheim. Am 2. April 2013 wurde er ebenso wie Marco Kurz von seiner Arbeit freigestellt.
Von November 2014 bis Juni 2015 war er Trainer der B-Junioren von 1860 München.
Am 1. Mai 2016 trat er das Amt als Sportdirektor des Kärntner Fußballverbandes an, welches er nach dem Engagement bei BW Linz niederlegte.
Im Juni 2017 folgte schließlich mit dem Trainerjob beim Zweitligisten FC Blau-Weiß Linz seine erste Station als Cheftrainer im Profifußball.
Am 23. Oktober 2017 wurde Gorenzel, nachdem er mit BW Linz nach 15 Runden nur zwölf Punkte geholt hatte, als Cheftrainer von Blau-Weiß Linz entlassen.
Am 19. Jänner 2018 übernahm Gorenzel das Amt des sportlichen Leiters beim TSV 1860 München. Am Ende der Saison 2017/18 wurde der Verein Meister der Regionalliga Bayern und schaffte in den Aufstiegsspielen gegen den 1. FC Saarbrücken den Aufstieg in die 3. Liga. Im Februar 2019 wurde er zum Geschäftsführer für den sportlichen Bereich bestellt. Ende Jänner 2023 übernahm Gorenzel nach der Trennung von Michael Köllner interimsweise zusätzlich die Aufgaben des Cheftrainers. Die Mannschaft stand zu diesem Zeitpunkt nach dem 20. Spieltag der Saison 2022/23 mit 33 Punkten auf dem 6. Platz und hatte 3 Punkte Rückstand auf den Aufstiegsrelegationsplatz bzw. 7 Punkte Rückstand auf einen direkten Aufstiegsplatz. Gorenzel betreute die Mannschaft bei 4 Drittligaspielen (2 Unentschieden, 2 Niederlagen). Anschließend wurde Maurizio Jacobacci als neuer Cheftrainer verpflichtet.